# Parasitaxus
Parasitaxus is een geslacht van coniferen uit de familie Podocarpaceae. Het geslacht telt slechts een soort die voorkomt in dichtbeboste gebieden in Nieuw-Caledonië.

## Soorten
- Parasitaxus usta (Vieill.) de Laub.

Acmopyle · 
Afrocarpus · 
Dacrycarpus · 
Dacrydium · 
Falcatifolium · 
Halocarpus · 
Lagarostrobos · 
Lepidothamnus · 
Manoao · 
Microcachrys · 
Microstrobos · 
Nageia · 
Parasitaxus · 
Podocarpus · 
Prumnopitys · 
Retrophyllum · 
Saxegothaea · 
Sundacarpus